# Defender (album)
Pour les articles homonymes, voir Defender.
Albums de Rory Gallagher
Jinx
(1982) Fresh Evidence
(1990)
Singles
1. Seems To Me
Sortie : 1987

Defender est le treizième album (le dixième en studio) du musicien irlandais Rory Gallagher. Il est sorti le 1er juillet 1987 sur le label Demon Records et a été produit par Rory Gallagher lui-même.

## L'album
Sorti cinq ans après Jinx, cet album fut enregistré à Londres dans les studios Redan, The Point, West Three, Music Works et Olympic. Entre les deux albums, Rory tourna constamment en Europe et aux États-Unis et donna des concerts derrière le Rideau de fer qui furent parmi les premiers donnés par un groupe de rock. Pour avoir sa liberté artistique et ne pas être soumis aux dictats des grandes compagnies de disques, Rory créa son propre label, Capo Records, la chanson qui ouvre l'album, Kickback City en est tirée.
Le titre Loanshark Blues est inspiré par le film d'Elia Kazan, Sur les quais (1954) dont l'acteur principal était Marlon Brando. Continental Op est un hommage à l'auteur américain Dashiell Hammett dont Rory était un grand fan, lisant ses recueil de nouvelles lorsqu'il était en tournée. Le titre Seven Days voit le retour de Lou Martin au piano, ce-dernier avait joué avec Gallagher depuis l'album Blueprint (1973) jusqu'à l'album Calling Card (1976).
À l'exception d'un titre, Don't Start Me To Talking, toutes les compositions de l'album sont de Rory Gallagher.
Il sera le premier album de Rory Gallagher qui ne se classera pas dans les charts britanniques, néanmoins il sera certifié disque d'argent en 2005 pour plus de 60 000 albums vendus. Il se classa dans les charts allemand à la 43e place.
Buddah Records a réédité l'album en 2000 avec deux bonus tracks.

## Liste des titres
- Tous les titres sont signés par Rory Gallagher sauf indication.

| No  | Titre                  | Auteur                  | Durée |
| --- | ---------------------- | ----------------------- | ----- |
| 1.  | Kickback City          |                         | 4:51  |
| 2.  | Loanshark Blues        |                         | 4:29  |
| 3.  | Continental Op         |                         | 4:34  |
| 4.  | I Ain't No Saint       |                         | 5:00  |
| 5.  | Failsafe Day           |                         | 4:25  |
| 6.  | Road to Hell           |                         | 5:31  |
| 7.  | Doing Time             |                         | 4:08  |
| 8.  | Smear Campaign         |                         | 4:49  |
| 9.  | Don't Start Me Talkin' | Sonny Boy Williamson II | 3:37  |
| 10. | Seven Days             |                         | 5:15  |

| 11. | Seems to Me             | 4:54 |
| 12. | No Peace For the Wicked | 4:06 |

## Les musiciens
- Rory Gallagher: chant, guitares électriques et acoustiques, harmonica
- Gerry McAvoy: basse
- Brendan O'Neill: batterie

Avec
- Mark Feltham: harmonica sur Don't Start Me Talkin'
- Lou Martin: piano sur Seven Days
- Bob Andrews: piano sur Don't Start Me Talkin'
- John Cooke: claviers

## Charts et certification
Charts
| Pays      | Durée du classement | Meilleur classement |
| --------- | ------------------- | ------------------- |
| Allemagne | 5 semaines          | 43e                 |

Certifications
| Pays        | Certification | Ventes   | Date       |
| ----------- | ------------- | -------- | ---------- |
| Royaume-Uni | Argent        | 60 000 + | 25/02/2005 |